# Língua dahalo
Dahalo é uma língua em perigo de extinção falada hoje por cerca de 400 pessoas Dahalo na costa do Quênia, perto da foz do rio Tana. O Dahalo é incomum entre os idiomas do mundo ao usar todos os quatro mecanismos encontrados na linguagem humana.

## Generalidades
Os Dahalo, ex-caçadores de elefantes, estão dispersos entre os Suaílis e outros povos bantus, sem aldeias próprias, e são bilíngues em Dahalo e na línguas desses grupos. As crianças não aprendem mais o idioma, o que o tornaria uma língua em perigo de extinção.
O Dahalo possui um sistema fonêmico altamente diversificado usando todos os quatro mecanismos da corrente de ar na fonação encontrados na linguagem humana: cliques, ejetivos e consoante implosiva, além de os sons universais egressivos pulmônicos
Além disso, o Dahalo faz várias distinções incomuns. Contrasta laminais e apicais para, como nos idiomas da Austrália e da Califórnia; oclusivas e fricativas tanto epiglotais como glotais, como no Oriente Médio, no Cáucaso e no noroeste do Pacífico americano; e talvez seja a única língua no mundo a contrastar africadas e fricativas tanto lateral alveolar surda como palatal lateral surda fricativas.
Suspeita-se que o Dahalo possa ter sido falado como uma língua do tipo Sandawe - ou Hadza - e tenha retido cliques em algumas palavras quando mudaram para línguas cuxíticas, porque muitas das palavras com cliques são de vocabulário básico. Nesse caso, os cliques representam um substratum.
O Dahalo também é chamado de  Sanye , um nome compartilhado com o vizinho Waata, também falado por ex-caçadores-coletores. O Waata pode ter sido falado como uma língua mais parecida com o Dahalo antes de mudar para semelhança com Oromo.
A classificação de Dahalo é obscura. Tradicionalmente incluída como Cuxítica Sul, Tosco (1991) argumenta que é uma Cuxítica do Leste, e Kießling (2001) acrescenta que a língua tem muitos recursos Orientais para ser Cuxítica Sul.

## Fonologia

### Consoantes
O Dahalo apresenta, segundo todas as verificações, um grande quantidade de sons consoantess. 62 consoantes são relatadas por Ian Maddieson (1993), Porém, Tosco (1991) reconhece 50. O inventário de acordo com o primeiro é apresentado abaixo
|                      |                      |                                  | Bilabial | Labiodental | Alveolar | Alveolar    | Alveolar | Pós-talveolar | Palatal | Velar | Velar | Epiglotal | Glotal |
| laminal              | apical               | Labializada                      | Bilabial | Labiodental | plana    | Labializada |          | Pós-talveolar | Palatal |       |       | Epiglotal | Glotal |
| -------------------- | -------------------- | -------------------------------- | -------- | ----------- | -------- | ----------- | -------- | ------------- | ------- | ----- | ----- | --------- | ------ |
| Nasal                | Nasal                | Nasal                            | m        |             | n        | n           |          |               | ɲ       |       |       |           |        |
| Nasalizad Clique (1) | Nasalizad Clique (1) | Clique nasal plano! Clique nasal |          |             | ᵑʇ       |             | ᵑʇʷ      |               |         |       |       |           |        |
| Nasalizad Clique (1) | Nasalizad Clique (1) | glotalizada                      |          |             | ᵑʇˀ      |             | ᵑʇˀʷ     |               |         |       |       |           |        |
| Oclusiva             | plana                | surda                            | p        |             | t̪        | t̠           |          |               |         | k     | kʷ    | ʡ         | ʔ      |
| Oclusiva             | plana                | sonora                           | b        |             | d̪        | d̠           |          |               |         | ɡ     | ɡʷ    |           |        |
| Oclusiva             | plana                | ejetiva                          | pʼ       |             | t̪ʼ       | t̠ʼ          |          |               |         | kʼ    | kʷʼ   |           |        |
| Oclusiva             | plana                | implosiva                        | ɓ        |             | ɗ        | ɗ           |          |               |         |       |       |           |        |
| Oclusiva             | Pré nasalizada       | surda                            | ᵐp       |             | ⁿt̪       | ⁿt̠          |          |               |         | ᵑk    | ᵑkʷ   |           |        |
| Oclusiva             | Pré nasalizada       | sonora                           | ᵐb       |             | ⁿd̪       | ⁿd̠          | ⁿd̠ʷ      |               |         | ᵑɡ    | ᵑɡʷ   |           |        |
| Africada             | plana                | surda                            |          |             | ts       | ts          |          | tʃ            |         |       |       |           |        |
| Africada             | plana                | sonora                           |          |             | dz       | dz          | dzʷ      | dʒ            |         |       |       |           |        |
| Africada             | plana                | ejetiva                          |          |             | tsʼ      | tsʼ         |          | tʃʼ           |         |       |       |           |        |
| Africada             | Lateral              | Ejetiva                          |          |             | tɬʼ      | tɬʼ         |          |               | cʎ̥˔ʼ    |       |       |           |        |
| Africada             | Pré nasalizada       | surda                            |          |             | ⁿts      | ⁿts         |          | ᶮtʃ           |         |       |       |           |        |
| Africada             | Pré nasalizada       | sonora                           |          |             | ⁿdz      | ⁿdz         |          | ᶮdʒ           |         |       |       |           |        |
| Fricativa            | Fricativa            | central                          |          | f           | s z      | s z         |          | ʃ             |         |       |       | ʜ         | h      |
| Fricativa            | Fricativa            | lateral                          |          |             |          | ɬ           | ɬʷ       |               | ʎ̥˔      |       |       |           |        |
| Aproximante          | Aproximante          | Aproximante                      |          |             | l        | l           |          |               | j       |       | w̜     |           |        |
| Vibrantel            | Vibrantel            | Vibrantel                        |          |             | r        | r           |          |               |         |       |       |           |        |

1 Os cliques dentais são mais comumente escritos ǀ, mas podem ser interpretados como l. Assim, para legibilidade, a letra alternativa  ʇ é usada aqui; isso é encontrado em algumas fontes, como a Elderkin. Eles podem variar livremente como cliques laterais.
O relato de Tosco difere em não incluir os cliques labializados, as laterais palatais e as consoantes pré-nasalizadas surdas (vejr abaixo), analisando  / t̠ʼ / como  / ts '/ e adicionando { {IPA | / dɮ /}},  / ʄ / e  /  'v'  / (que Maddieson et al. Acreditam ser um alofone de  / w /).
Esse inventário tipologicamente extraordinário parece resultar da influência prolongada do contato de linguagens substratais e superestratais, devido à bilinguidade por muito tempo. Somente 27 consoantes (mostradas em  'negrito' ) são encontradas na posição final das raízes verbais, o que Tosco sugere que representa o componente cuxítico herdado do inventário das consoantes.
Pode-se mostrar que vários fonemas são intrusões recentes no idioma através de palavras emprestadas de outras línguas:
- / z / é encontrado apenas em empréstimos recentes do Bantu e pode ser nativizado como  / d̪ /.
- / tʃ '/ é encontrado apenas em palavras-chave emprestadas do suaíli.
- / ʃ / é encontrado apenas nas palavras de empréstimo do Suaíli e do Somali.

Além disso, várias consoantes são marginais em sua ocorrência. Cinco são atestados apenas em uma única raiz:
- / ⁿd̠ʷ / <! - não relatado por Tosco, mas citado como tendo sido relatado por pesquisadores anteriores ->
- / ᶮdʒ /, em  / kípuᶮdʒu / 'local onde o milho é temperado'
- / ᵑɡʷ /, em  / haᵑɡʷaraᵑɡʷára / 'centopéia'
- / ɬʷ /, em  / ɬʷaʜ- / 'para beliscar'.
- / j /, em  / jáːjo / 'mãe'.

São conhecidos menos de cinco exemplos de  / ᵑʇˀʷ, tʃ, ts ', tʃ', kʷ ', dɮ, ʄ, ⁿd̠, ⁿdz /.
As oclusivas surdas pré-nasalizadas foram analisadas como nasais silábicas e oclusivas por alguns pesquisadores. No entanto, seria de esperar que esta sílaba adicional proporcionasse às palavras do Dahalo possibilidades adicionais, pois o sotaque do Dahalo é dependente da sílaba (veja abaixo), e Maddieson relata que esse não parece ser o caso. Tosco (1991) avaliou esses grupos como consoantes, com o argumento de que Dahalo permite vogais longas apenas em sílabas abertas, e que enquanto palavras como / tʃaːⁿda / 'finger' podem ser encontradas, apenas ocorrem vogais curtas que precedem as alegadas consoantes pré-nasalizadas sem voz. Além disso, há registros de grupos consonantais fricativos e glotais:  / nf /,  / nt̪ '/,  / ntɬ' / e  / nʔ /

#### Alofonia
As coronais laminais são denti-alveolares, enquanto os apicais são tendentes a alveolares em direção a pós-alveolares.
Quando geminadas, as epiglotais são uma oclusiva surda e fricativa. (Portanto,  / ʡ / não é faringeal, como algumas vezes relatado, uma vez que não se considera possível a interrupção de uma faringeal) Na posição inicial da palavra, esses podem ser parcialmente dublicados (tempo de início de voz negativo) oclusivo e fricativo. No entanto, como tons simples entre vogais,  / ʡ / é um vibrante ou mesmo um aproximante surdo, enquanto  / ʜ / é um aproximante sonoro. Outros obstruentes são igualmente afetados inter-vocalicamente, embora não no mesmo grau.
 / b d̪ d̠ / são frequentemente abertos β̞ - ð̞ - ð̠˕ ou fricativas fracas  β - ð - ð̠ entre vogais (com retração diacrítica em d̠ serve apenas para enfatizar que é mais posterior do que  / d̪ /). Inicialmente, esses e  / ɡ / geralmente são surdos, enquanto  / p t̪ t̪ k / são fortis (talvez aspirados).  / w̜ / tem pouco arredondamento.
Há muita variabilidade na emissão de cliques, portanto essa distinção pode estar sendo perdida. Os cliques nasais são nasalizados antes da liberação do clique e são duplicados em todas outras posições; os cliques surdos geralmente têm cerca de 30 ms de tempo de início da voz, mas às vezes menos. Não há fluxo de ar nasal surdo, mas as vogais seguintes podem ter um início levemente nasalizado. Portanto, esses cliques são semelhantes aos cliques nasais glotais em outros idiomas. Cliques sem voz são muito mais comuns que cliques com voz.

### Vogais
O Dahalo possui um sistema simétrico de 5 pares de vogais, sendo curtas e longas, totalizando 10 vogais.:
|         | Anterior | Posterior |
| ------- | -------- | --------- |
| Fechada | i / iː   | u / uː    |
| Medial  | e / eː   | o / oː    |
| Aberta  | a / aː   | a / aː    |

### Fonotáticas
As palavras do Dahalo são geralmente de 2 a 4 sílabas. As sílabas são exclusivamente do padrão Consoante-Vogal, exceto pelo fato de que as consoantes podem ser geminadas entre vogais. Como em muitas outras línguas afro-asiáticas, a geminação é gramaticalmente produtiva. As consoantes sonoras se suavizam parcialmente e as oclusivas pré-nasalizadas perdem a nasalização quando geminadas como parte de uma função gramatical. No entanto, também ocorrem oclusivas geminadas pré-nasalizadas lexicais.
As consoantes  / b / e  / d̠ / são sistematicamente excluídas da posição inicial da palavra.
(É provável que as glotais e os cliques não ocorram como geminados, embora apenas algumas palavras com cliques intervocálicos sejam conhecidas, como ʜáŋ̊ | ana.
Dahalo tem toicidadess, normalmente com no máximo uma sílaba mais aguda (raramente mais) por palavra raiz. Se houver um tom agudo, é mais frequente na primeira sílaba; no caso de palavras dissilábicas, esta é a única possibilidade: p.  / ʡani /  head ,  / pʼúʡʡu /  furar .

### Cliques
O Dahalo é uma das poucas línguas da África Austral a três grupos fonêmicos (como outras sendo Sandawe e Hadza na Tanzânia e Damin, um registro cerimonial da língua Lardil anteriormente falada em  na ilha Mornington, Austrália. Esses cliques do Dahalo não são de origem Cuxita e podem ser um remanescente de uma alteração de uma língua não-Cuxita. A língua Ten Raa mostra uma pequena evidência de que de um idioma semelhante ao sandawe, mas que não apresenta cliques. Isso pode explicar por que cliques estão presentes apenas em cerca de 40 itens lexicais, alguns dos quais são básicos (por exemplo, "mama", "saliva" e "floresta")).
Ehret registrou que palavras diferentes tinham cliques dentais ou laterais, enquanto Elderkin relatou que eram alofones. Não está claro se uma antiga distinção se fundiu ou se o local da articulação é variável porque não há distinção a ser mantida.